# Кобелево (Смоленская область)
 Кобелево— деревня в Смоленской области России, в Тёмкинском районе. Население — 37 жителей (2007 год). Расположена в восточной части области в 16 км к югу от Тёмкина, не на правом берегу , а на левом , реки Угра см карту . По реке проходит граница с Калужской областью. Входит в состав Вязищенского сельского поселения.

## Достопримечательности
Археологический памятник:
- Городище в 1 км к северо-западу от деревни. Использовалось днепро-двинскими племенами в 1-м тысячелетии до н.э. и мощинскими племенами в IV –VI веках.